# Bongkoj Khongmalai
Bongkoj Khongmalai ou Bongkod Bencharongkul (Thaïe: บงกช คงมาลัย), surnommée Tak (ชื่อเล่น: ตั๊ก), est une actrice et réalisatrice thaïlandaise née le 15 avril 1985. Son nom est parfois écrit Bongkot (ou Bongkote) Kongmalai, ou encore Bonkoch Konmalaï.

## Biographie
Son film le plus célèbre en 2006 est L'Honneur du dragon (Tom-Yum-Goong) de Prachya Pinkaew. Elle y incarne une jeune thaïlandaise qu'on oblige à se prostituer en Australie, qui reçoit l'aide du héros du film, joué par Tony Jaa. Son premier rôle dans un long métrage était la fresque historique de Tanit Jitnukul sur la bataille de Bang Rajan.
Ses débuts en tant qu'actrice dramatique furent dans le film de 2004 Ai-Fak, basé sur le roman à succès de Chart Korbjitti. Elle y jouait une jeune malade mentale mariée à un homme beaucoup plus vieux qu'elle. Lorsque son mari meurt, elle devient la charge du fils de ce dernier, Fak, qui est alors rejeté par son village car les habitants pensent qu'il a des relations sexuelles avec sa belle-mère.  
Tak fut au centre d'une controverse lorsque des photos d'elle nue, prises sur le tournage d'Ai-Fak, apparurent sur le forum internet thaï pantip.com. La police parvint à retrouver et à arrêter l'homme qui avait envoyé ces photos. Tak demanda que les charges contre cet homme furent levées s'il présentait des excuses publiques, mais elle attaqua en justice la société de production du film, à l'origine des photos.
En 2005, on la vit dans Hit Man File, avec Chatchai Plengpanich, et dans L'Honneur du dragon, sorti sur les écrans français en février 2006.
Elle s'est fiancée puis mariée à l'âge de 27 ans le 19 novembre 2012 avec le millionnaire Boonchai âgé alors de 58 ans; et ils ont maintenant un fils qu'ils ont appelé Khao Hom .

## Filmographie

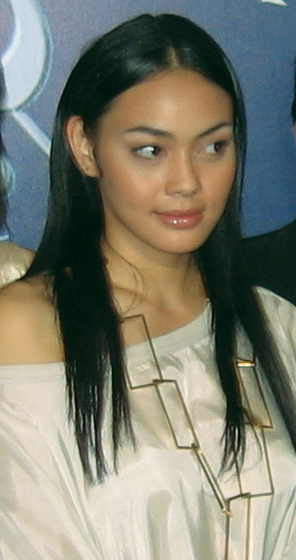
Bongkoj Khongmalai à l'avant-première de King Naresuan

### Cinéma

#### Actrice
- Bang Rajan (2000)
- Kun pan (Legend of the Warlord) (2002)
- The Judgement (ไอ้ฟัก / Ai-Fak) (2004)
- The Story of the X-Circle (เอ็กซ์แมน แฟนพันธุ์เอ็กซ์  / X man: Faen phan X) (2004)[5]
- The Eye 3, l'au-delà (Gin gwai 10) (2005)[6]
- Hit Man File (ซุ้มมือปืน / Sum muepuen) (2005)
- L'Honneur du dragon (Tom-Yum-Goong) (2005)
- The Passion (อำมหิต...พิศวาส / Ammahit phitsawat) (2006)
- Dangerous Flowers (Chai Lai) (2006)
- Up to You (2006)
- Lady Bar* (Aom) (2006)
- Theng's Angel (เทวดาท่าจะเท่ง / Tewada Ta Ja Teng) (2008)
- Burn (นางฟ้า) (2008)
- Jan Dara The Beginning (จันดารา ปฐมบท) (2012) as Aunt Wat
- Jan Dara The Finale (จันดารา ปัจฉิมบท) (2013) as Aunt Wat

#### Réalisatrice
- Angels (นางฟ้า) (2013) (et aussi actrice)[7]
- Sad Beauty[8] (เพื่อนฉัน...ฝันสลาย) (2018)[9]

### Télévision
- Look mae (ลูกแม่) (1999)
- Niraj Sorng pop (นิราศสองภพ) (2002)